# Auxo Dorsum
Auxo Dorsum és una formació geològica de tipus dorsum a la superfície de Mart, localitzada amb el sistema de coordenades planetocèntriques a -55.21 ° latitud N i 318.92 ° longitud E, que fa 82.05 km de diàmetre. El nom va ser aprovat per la UAI l'any 1991 i fa referència a una característica d'albedo.